# Frumpy
Frumpy è un gruppo musicale che nasce alla fine degli anni sessanta in Germania. Il successo del gruppo si ha principalmente nei primi anni settanta, grazie al nuovo genere rock psichedelico caratteristico della band, che appoggia, quasi in tutti i loro brani, su di un caratteristico beat movimentato da continui cambiamenti.